# 松平乗遠
松平 乗遠（まつだいら のりとお、生年不詳 - 弘治2年3月25日（1556年5月14日））は、戦国時代の武将。滝脇松平家の2代目当主。

## 略歴
松平乗清の嫡男として三河国に生まれる。弘治2年3月25日（1556年5月14日）大給松平家との争いに敗れ父と共に討死する（滝脇合戦） 。法名是了。
墓所は長松院（愛知県豊田市滝脇町） 。子に乗高がいる。